# Fuori!
Fuori! (o F.U.O.R.I., acronimo di Fronte Unitario Omosessuale Rivoluzionario Italiano) è stata un'associazione, inizialmente di stampo marxista, attiva negli anni settanta e dedita alla lotta per i diritti degli omosessuali. È stata una delle prime associazioni del movimento di liberazione omosessuale italiano fondata nel 1971 a Torino dal libraio Angelo Pezzana insieme ad altri attivisti e operante fino al 1982. L'acronimo era un chiaro riferimento al FHAR francese (Front homosexuel d'action révolutionnaire) e all'espressione inglese coming out. L'associazione pubblicò anche una rivista omonima fino al 1982.

## L'associazione
Nata dal lavoro di gruppi di omosessuali di Milano, Padova, Roma e Torino che dall'autunno 1970 si incontrarono per ragionare insieme delle problematiche  che affliggevano gli omosessuali italiani: il gruppo aveva assunto il nome di ASPS, "Associazione di Studi PsicoSociali", ancora nascosta come identità gay, quindi.
Il Fuori! nacque a Torino intorno alla primavera 1971 e fu la prima grande associazione gay italiana, in cui confluì anche il Fronte di Liberazione Omosessuale (FLO) fondato sempre nel 1971 dalla matematica Mariasilvia Spolato. La sua sede principale fu proprio a Torino e all'inizio la lotta dell'associazione per i diritti degli omosessuali era di ispirazione marxista, ponendo la questione omosessuale nel contesto del conflitto classista tra borghesi e proletari.
La rottura con tutto quel che c'era stato fino a quel momento era netta e totale. Angelo Pezzana enunciava in un editoriale sul primo numero del Fuori! le rivendicazioni dell'associazione: «Noi oggi rifiutiamo quelli che parlano per noi. [...] Per la prima volta degli omosessuali parlano ad altri omosessuali. Apertamente, con orgoglio, si dichiarano tali. Per la prima volta l'omosessuale entra sulla scena da protagonista, gestisce in prima persona la sua storia [...]. Il grande risveglio degli omosessuali è cominciato. È toccato a tanti altri prima di noi, ebrei, neri (ricordate?), ora tocca a noi. E il risveglio sarà immediato, contagioso, bellissimo.»

La prima uscita pubblica di un certo rilievo avvenne il 5 aprile 1972, con la contestazione del I Congresso Italiano di Sessuologia a Sanremo.
Successivamente emersero le difficoltà finanziarie del gruppo: nell'estate del 1973 nel decimo numero della rivista prodotta dal Fuori! si annunciava la riduzione del numero di copie con il passaggio a una cadenza trimestrale e si rinunciò alla distribuzione nelle edicole per servirsi soltanto di librerie selezionate; successivamente le uscite diventarono sempre più irregolari. In questa situazione di difficoltà Pezzana decise di imprimere un nuovo corso al gruppo passando a una stretta collaborazione politica e organizzativa con il Partito Radicale. Già dal 1972 a Torino egli e altri militanti si erano iscritti al partito e ne avevano rifondato la sezione locale; Pezzana inoltre fu membro della direzione nazionale radicale.
Al XIV congresso (straordinario) del Partito Radicale del novembre 1974 a Milano il Fuori! si federò ufficialmente con i radicali sposando quindi una linea riformistica di collaborazione con la classe borghese e non più rivoluzionaria. Mario Mieli, in polemica con questa scelta, abbandonò il gruppo. Lo stesso fecero i membri del Fuori! di Milano costituitisi in Fuori-autonomo che ribadiranno la linea rivoluzionaria e di interlocuzione privilegiata con i gruppi extraparlamentari di sinistra.
Nel 1976, con il V congresso, il Fuori! decise la presentazione di propri candidati nelle liste del Partito Radicale, di cui condivise il programma. Per la prima volta in Italia, cittadini dichiaratamente omosessuali furono candidati alle elezioni. Alla fine il Partito Radicale riuscì a eleggere quattro deputati, Angelo Pezzana risultò il primo dei non eletti e nella logica radicale della rotazione dei posti sarebbe dovuto subentrare come parlamentare a metà legislatura, entrò quindi come osservatore nel gruppo parlamentare, diventò parlamentare per soli otto giorni e 192 ore dal 6 febbraio 1979 al 14 febbraio dello stesso anno quando si dimise.
Negli anni seguenti il Fuori! svolse sempre di più le funzioni di gruppo di pressione verso le istituzioni, i mass media e le amministrazioni locali. Nel 1979 militanti del Fuori! riuscirono a incontrare ufficialmente i sindaci di Torino Diego Novelli e di Roma Giulio Carlo Argan, come pure la direzione nazionale della RAI.
Con il convegno "La Politica del Fuori! negli anni 80" e poi con il VII congresso del 1980 l'idea base fu la creazione di comunità di lesbiche e omosessuali in tutte le città, con fini politici, culturali, ricreativi e di autodifesa.
Tuttavia con il cosiddetto riflusso di inizio anni ottanta, anche la militanza politica gay era in forte calo, i gruppi nelle varie città erano costituiti ormai dal due, tre persone, richiedendo un ripensamento delle modalità associative. 
Il Fuori! si sciolse ufficialmente nel 1982 al congresso di Vico Equense, su proposta di Angelo Pezzana, il quale espresse la volontà di trasformare il movimento in una lobby.

## La rivista Fuori!
La rivista venne pubblicata dal 1972 fino al 1982, con periodicità varia; inizialmente è pubblicato come mensile di liberazione sessuale, e venduto nelle librerie e anche nelle edicole in circa 7.000 o 8.000 copie; dal 1973 diventò per ragioni finanziarie un quadrimestrale venduto nelle sole librerie. In dieci anni i numeri sono stati trentadue.
Membri del comitato di redazione della rivista erano tra gli altri Angelo Pezzana, Mariasilvia Spolato, Mario Mieli e Alfredo Cohen.
La collezione completa della rivista è conservata a Torino presso la Fondazione Angelo Pezzana - FUORI! (fino al 2024 nota come Fondazione Sandro Penna - FUORI!), nonché presso l'Archivio Centrale dello Stato a Roma previo acquisto effettuato nel 2001 da Massimo Consoli.